# Louisa County, Virginia
Louisa County är ett administrativt område i delstaten Virginia, USA. År 2010 hade county 33 153 invånare (2010). Den administrativa huvudorten (county seat) är Louisa. 

## Geografi
Enligt United States Census Bureau så har countyt en total area på 1 323 km². 1 288 km² av den arean är land och 35 km² är vatten.      

### Angränsande countyn
- Orange County - norr
- Spotsylvania County - nordost
- Hanover County - öster
- Goochland County - söder
- Fluvanna County - sydväst
- Albemarle County - väster